# Diodor de Tars
Diodor de Tars (en llatí Diodorus, en grec Διόδωρος ο Ταρσεύς) va ser un escriptor grec mencionat per Ateneu, natural de la ciutat de Tars a Cilícia.
Ateneu diu que era l'autor de γλῶσσαι Ἰταλικαί (lèxic llatí), i de πρὸς Λυκόφρονα (sobre Licòfron). És probablement el mateix Diodor que Eustaci d'Epifania descriu com a deixeble i seguidor d'Aristòfanes de Bizanci. Es conserven alguns epigrames seus a l'Antologia grega.